# Гомбург
Го́мбург (нім. Homburg) — місто в Німеччині, районний центр, розташований у землі Саар.
Входить до складу району Саарпфальц. Населення становить 41 612 ос. (станом на 31 грудня 2021).
Займає площу 82,64 км ². Офіційний код — 10 0 45 114.

## Демографія
| Рік  | Населення |
| ---- | --------- |
| 1814 | 2.900     |
| 1905 | 9.400     |
| 1938 | 20.100    |
| 1945 | 19.600    |
| 1973 | 33.600    |
| 2003 | 46.000    |
| 2007 | 44.000    |

## Міські райони
Місто поділяється на 9 міських районів:
- Beeden
- Bruchhof-Sanddorf
- Einöd
- Erbach
- Jägersburg
- Kirrberg
- Reiskirchen
- Schwarzenbach
- Wörschweiler